# Hannes Költringer
Hannes Költringer (* 11. Oktober 1980 in Oberndorf bei Salzburg) ist ein österreichischer Politiker der Freiheitlichen Partei Österreichs (FPÖ). Seit dem 16. August 2022 ist er Abgeordneter zum Salzburger Landtag.

## Leben

### Ausbildung und Beruf
Hannes Költringer besuchte nach der Volks- und Hauptschule in Obertrum am See die Landwirtschaftliche Fachschule Kleßheim. Anschließend absolvierte er 1999/2000 den Präsenzdienst.
Seit 1998 ist er auf dem elterlichen Hof in Obertrum am See tätig, seit 2009 Landwirtschaftsmeister und seit 2011 Betriebsführer.

### Politik
Seit 2014 gehört er der Gemeindevertretung in Obertrum am See an, seit 2015 fungiert er als stellvertretender Bezirksparteiobmann der FPÖ Flachgau, seit 2015 ist er Kammerrat der Salzburger Landwirtschaftskammer. 2014 wurde er Landesobmann der Freiheitlichen Bauernschaft Salzburg und 2016 stellvertretender Bundesobmann der Freiheitlichen Bauern Österreich.
Bei der Landtagswahl in Salzburg 2018 kandidierte er für die FPÖ auf Platz zwölf der Landesliste sowie im Landtagswahlkreis Salzburg-Umgebung. Mit 16. August 2022 wurde er in der 16. Gesetzgebungsperiode Abgeordneter zum Salzburger Landtag. Er rückte für Hermann Stöllner nach, der sein Landtagsmandat zurücklegte. Im Landtag wurde er Mitglied im Ausschuss für Wirtschaft, Energie und Lebensgrundlagen, im Ausschuss für Infrastruktur, Mobilität, Wohnen und Raumordnung, im Ausschuss für Umwelt-, Natur- und Klimaschutz sowie im Sozial-, Gesellschafts- und Gesundheitsausschuss. Seine Arbeitsschwerpunkte sind neben der Land- und Forstwirtschaft das Feuerwehrwesen.